# 銀水駅
銀水駅（ぎんすいえき）は、福岡県大牟田市大字草木にある、九州旅客鉄道（JR九州）鹿児島本線の駅である。駅番号はJB26。
熊本方面から来た一部列車が当駅で折返す。

## 歴史

### 年表
- 1926年（大正15年）4月1日：鉄道省の駅として開設[1][2]。
- 1978年（昭和53年）4月15日：貨物取扱廃止[2]。
- 1984年（昭和59年）2月1日：荷物扱い廃止[2]。
- 1986年（昭和61年）11月1日：駅員無配置駅となる[4]。
- 1987年（昭和62年）4月1日：国鉄分割民営化によりJR九州が継承[2]。
- 2009年（平成21年）3月1日：ICカードSUGOCAの利用開始[5]。
- 2016年（平成28年）4月1日：簡易委託化[3]。
- 2024年（令和6年）4月1日：きっぷの販売窓口を廃止。
- 2025年（令和7年）2月24日：改築が進められていたトイレが完成し、落成式が行われる[6]。

### 駅名の由来
開業時の地名（三池郡銀水村）が由来。
「銀水」とはこの土地を流れる「白銀川」の水のことである。この川は別名を「銀水川」と言い、かつては白銀のような美しく澄み渡った名水が流れていたといわれている。

## 駅構造
単式ホーム1面1線と島式ホーム1面2線、合計2面3線を有する地上駅。互いのホームは跨線橋で連絡している。
駅舎の建物財産標には「大正15年3月29日」と記されており、正確ならば開業当時からの駅舎ということになる。
SUGOCAの利用が可能である。
トイレは駅舎とは別に建てられた1979年建築のコンクリート造14.3平方メートルの建物内にあり、男女共用の汲取り式であった。和式・汲取り式便所に慣れていない高校生の利用客が多いことから2017年に地域コミュニティ組織「銀水校区まちづくり協議会」が中心となってJR九州や大牟田市などにトイレの改修を要望したが、進展しなかった。2023年に協議会と周辺の3高校で「銀水SAIKO～実行委員会」を設立し、JR九州と市に了承を得た上で、周辺地域での募金やクラウドファンディングを行った。2024年10月に新トイレの工事に着手、2025年2月24日に落成式が行われた。

### のりば
| のりば | 路線       | 方向 | 行先                   | 備考                 |
| ------ | ---------- | ---- | ---------------------- | -------------------- |
| 1      | 鹿児島本線 | 下り | 大牟田・熊本・八代方面 |                      |
| 2      | 鹿児島本線 | 下り | 大牟田・熊本・八代方面 | 当駅折り返し列車専用 |
| 3      | 鹿児島本線 | 上り | 久留米・鳥栖・博多方面 |                      |

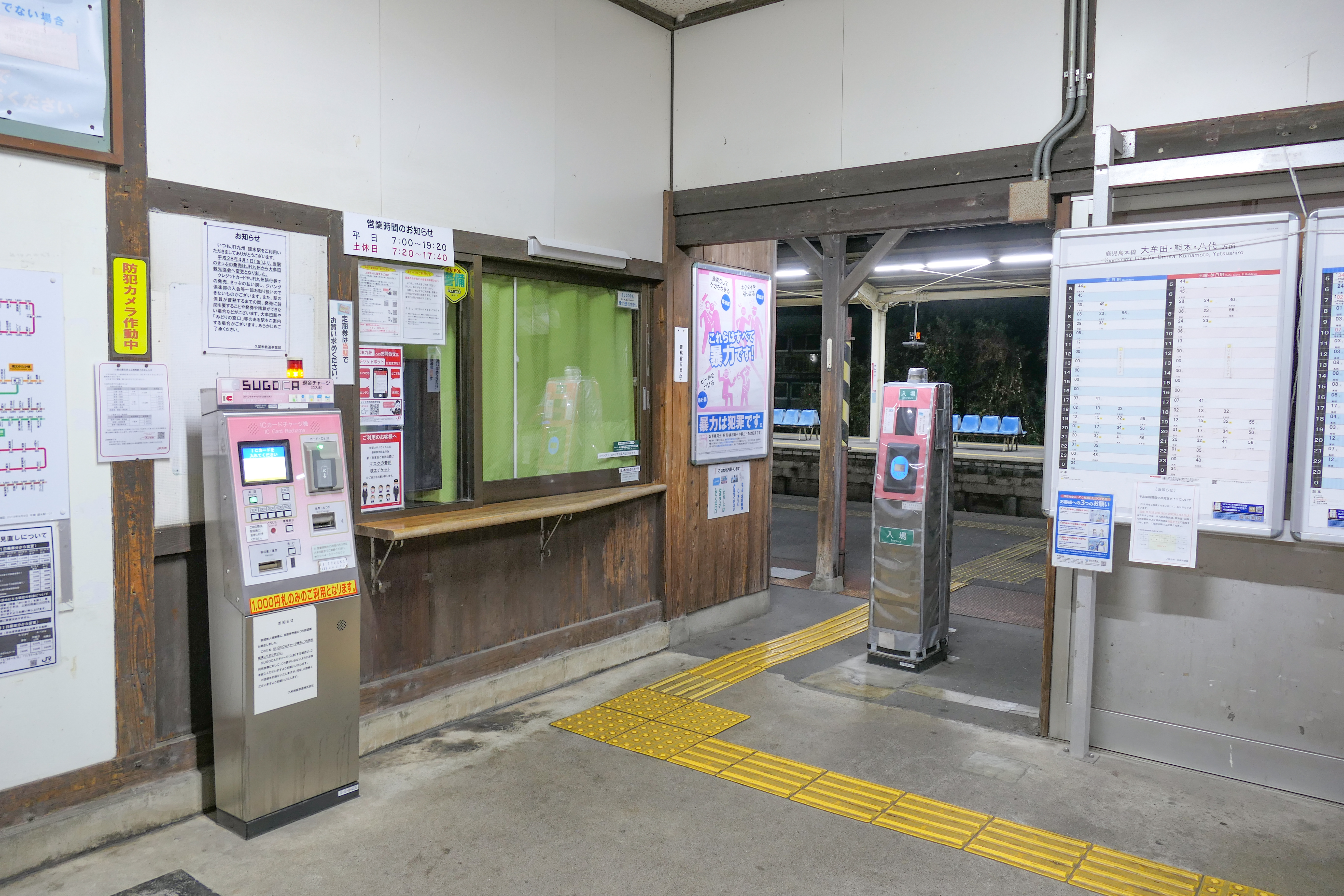
改札口（2021年12月）
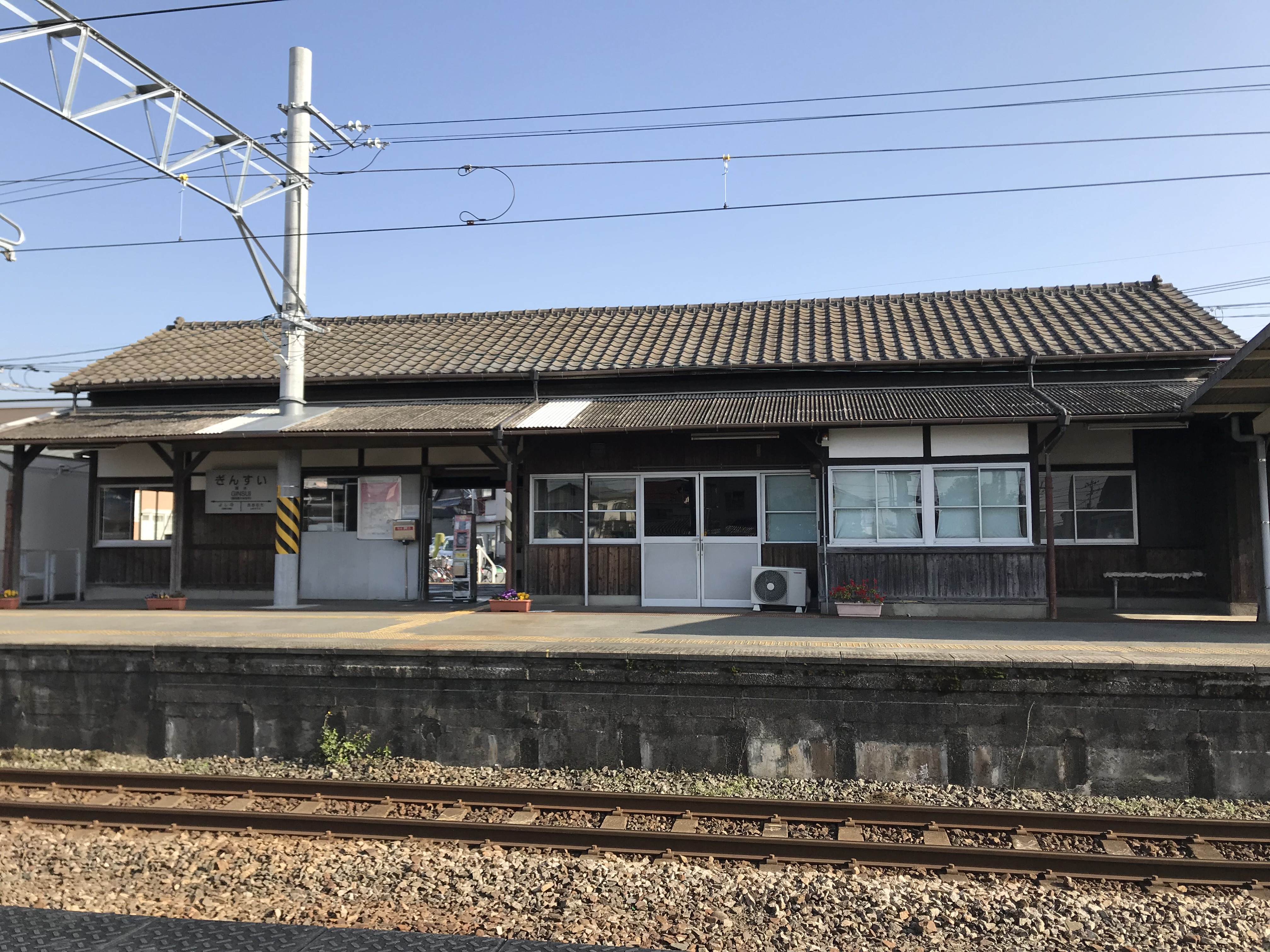
駅舎（2018年1月、ホーム側から）
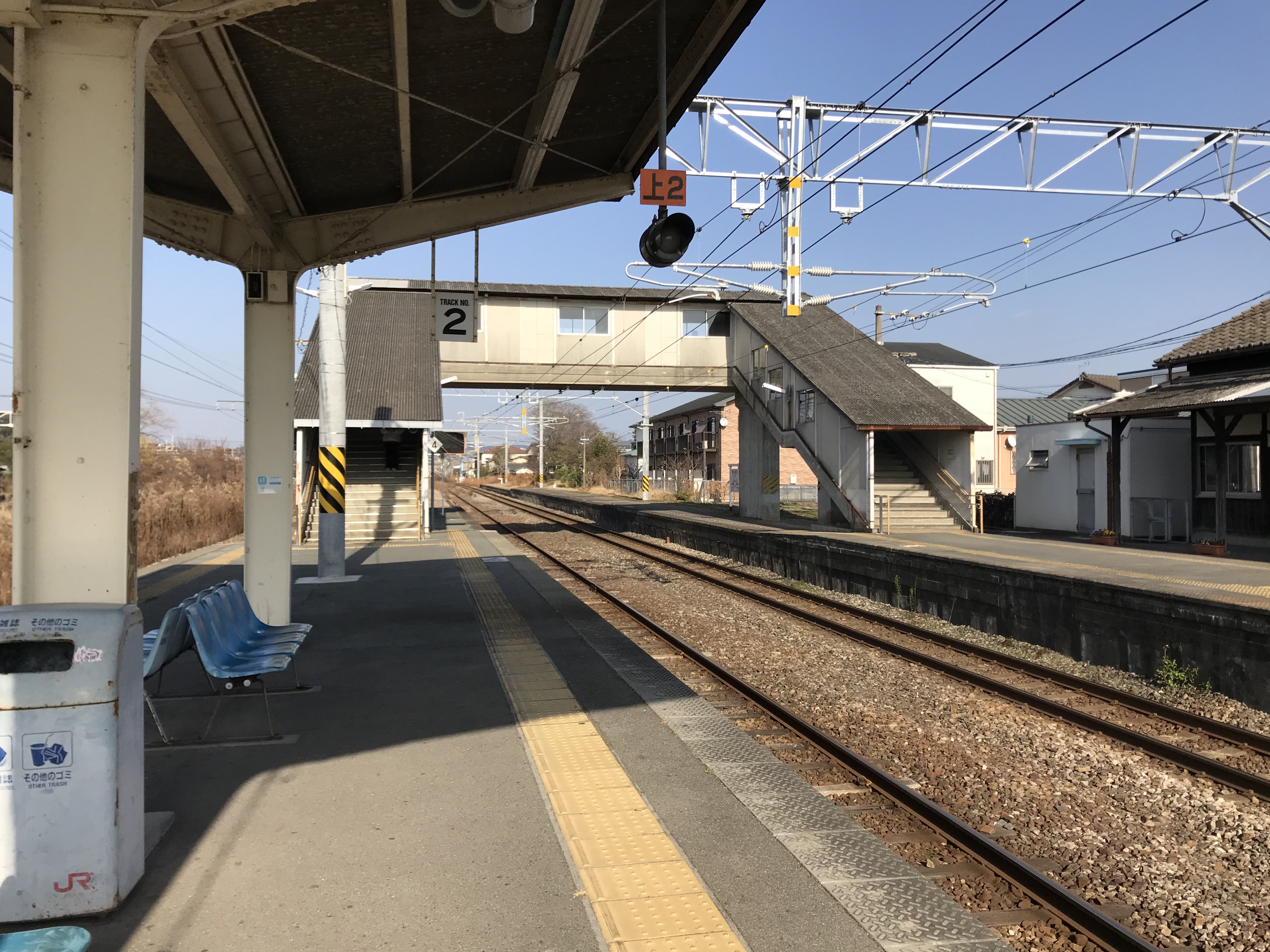
構内（2018年1月）
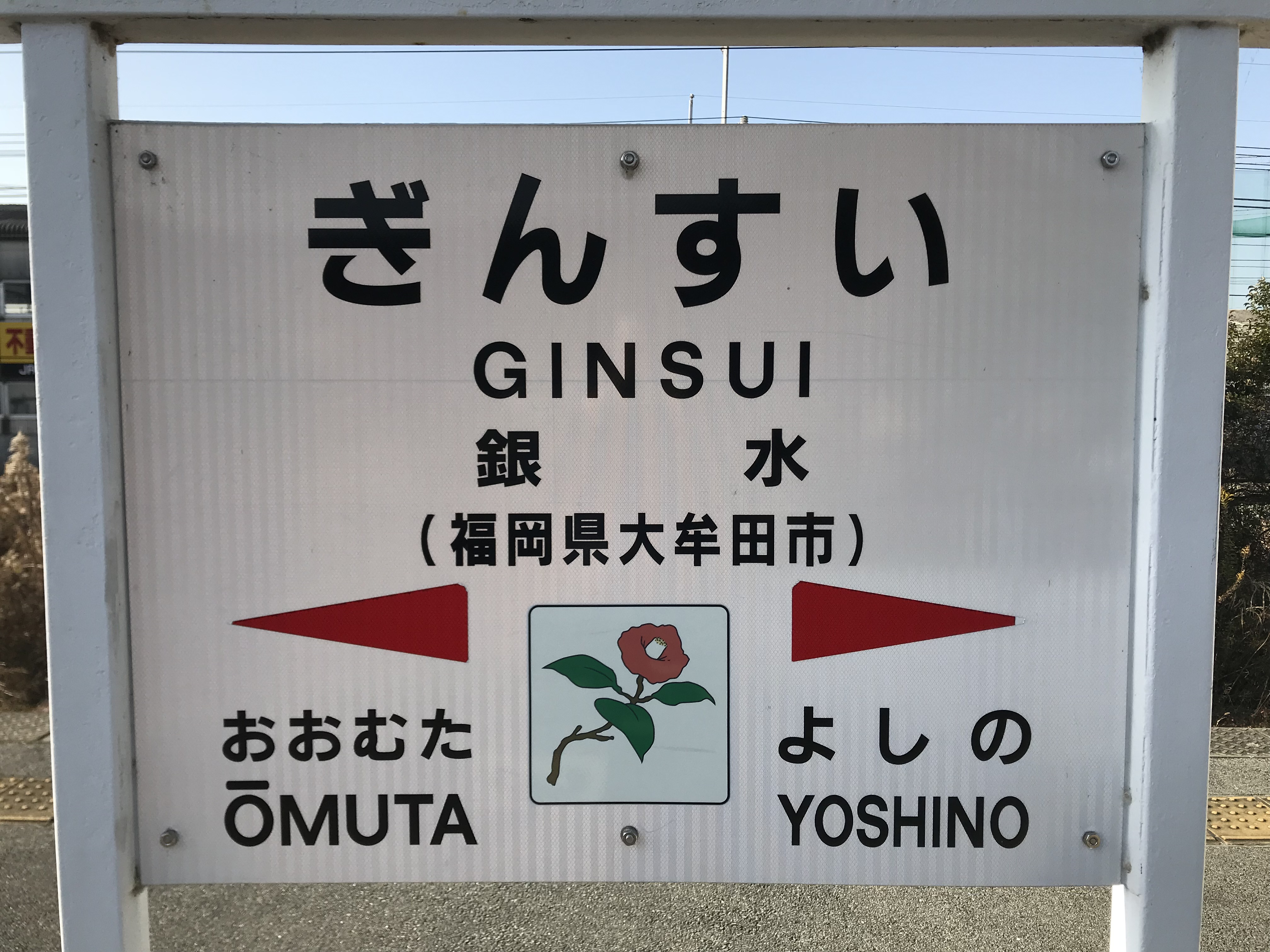
ヤバツバキが描かれた駅名標（2018年1月）

## 利用状況
2023年度の1日平均乗車人員は620人である。
各年度の1日平均利用人員は以下の通り。
| 年度               | 1日平均 乗車人員 | 1日平均 乗降人員 |
| ------------------ | ---------------- | ---------------- |
| 2001年（平成13年） |                  | 2,062            |
| 2002年（平成14年） |                  | 1,869            |
| 2003年（平成15年） |                  | 1,786            |
| 2004年（平成16年） |                  | 1,746            |
| 2005年（平成17年） |                  | 1,731            |
| 2006年（平成18年） |                  | 1,646            |
| 2007年（平成19年） |                  | 1,478            |
| 2008年（平成20年） |                  | 1,361            |
| 2009年（平成21年） |                  | 1,330            |
| 2010年（平成22年） |                  | 1,337            |
| 2011年（平成23年） |                  | 1,309            |
| 2012年（平成24年） |                  | 1,345            |
| 2013年（平成25年） |                  |                  |
| 2014年（平成26年） |                  |                  |
| 2015年（平成27年） |                  |                  |
| 2016年（平成28年） | 669              |                  |
| 2017年（平成29年） | 678              |                  |
| 2018年（平成30年） | 628              | 1,255            |
| 2019年（令和元年） | 623              |                  |
| 2020年（令和02年） | 540              |                  |
| 2021年（令和03年） | 605              |                  |
| 2022年（令和04年） | 643              |                  |
| 2023年（令和05年） | 620              |                  |

## 駅周辺
旧銀水村の中心部で、周囲は現在住宅地となっている。
- 福岡県道727号銀水停車場線 - 当駅と国道208号を結んでいる。
- 福岡県立三池高等学校
- 私立大牟田中学校・高等学校
- 私立誠修高等学校
- 大牟田青果
- 福岡県済生会大牟田病院 - 当駅より徒歩で6分。
  - 西鉄バス大牟田 済生会前停留所 - 福岡県済生会大牟田病院の前、国道208号上にあり、当駅に最も近いバス停留所。
- 日本郵政 銀水郵便局
- 西鉄天神大牟田線 西鉄銀水駅 - 当駅より南西約400m[1]。

## 隣の駅
九州旅客鉄道（JR九州）
 鹿児島本線
■快速
通過
■区間快速（一部列車のみ停車）・■普通
吉野駅 (JB25) - 銀水駅 (JB26) - 大牟田駅 (JB27)